# Waynesville (Illinois)
Waynesville – wieś w Stanach Zjednoczonych, w stanie Illinois, w hrabstwie DeWitt.